# Brina Vogelnik

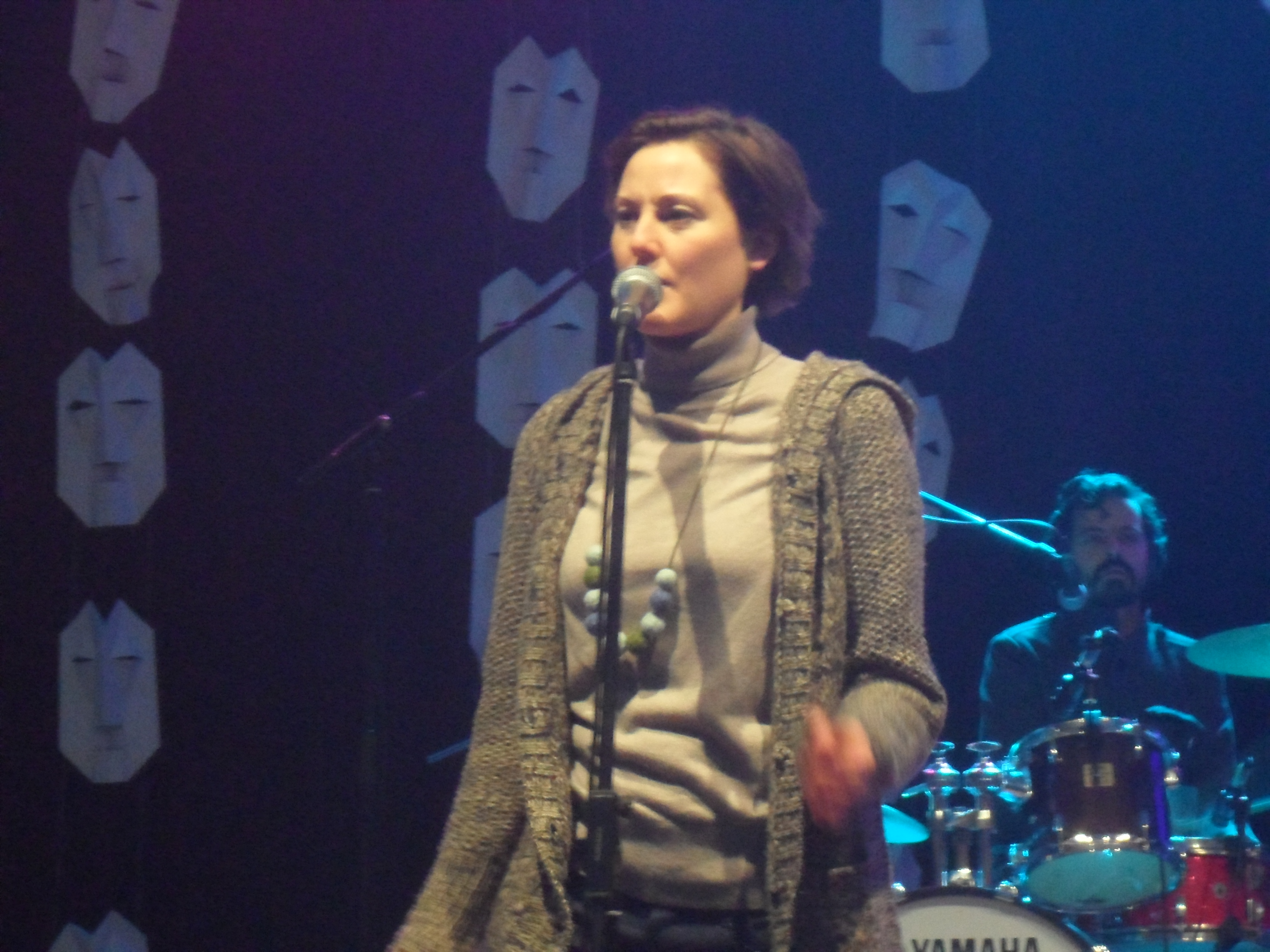
Brina Vogelnik am Protestival (2013) in Laibach

Brina Vogelnik (* 1977 in Laibach) ist eine slowenische Künstlerin, die vor allem durch ihre neuen Interpretationen slowenischer Volkslieder bekannt wurde. Neben ihrer gesanglichen Karriere widmet sie sich auch dem Animationsfilm.

## Karriere
Brina Vogelnik wurde 1977 als Tochter der Illustratorin, Kostümbildnerin und Regisseurin Eka Vogelnik  geboren. Die musikalische Ausbildung begann Vogelnik mit Klavier. Der gesangliche Weg führte sie zur Volksmusik. Erste selbständige Auftritte folgten im Jahre 1995. 1998 hat sie beim animierten Kurzfilm "Ein gesparter Tolar" die Hauptdarstellerin animiert und gesungen. Der Film wurde beim Festival des slowenischen Films in Portorož aufgeführt. Mit ihrer ersten Band "Šišenska bajka" öffnete sich die Tür zum ersten Album Graščakinja. 2003 gründete sie die Band Brina.

## Diskografie

### Alben
- Graščakinja, 2002 (gemeinsam mit string.si)
- Mlado leto, 2004
- Pasja legenda, 2006
- Slečena koža, 2011